# 저메인 존스
저메인 주니어 존스(영어: Jermaine Junior Jones, 1981년 11월 3일, 서독 프랑크푸르트암마인 ~ )는 독일계 미국인 전 축구 선수로, 포지션은 수비형 미드필더이다.

## 바이오그래피
존스는 프랑크푸르트암마인의 보나메스 구(區)에서 자랐다. 그의 아버지는 주 독일 아프리카계 미국인 군인이었다. 어린 시절, 존스는 미국의 시카고와 미시시피주의 그린우드에서 자랐다. 부모가 이혼한 뒤, 그는 어머니와 함께 독일로 돌아왔다.
존스는 많은 국가 챔피언쉽을 딴 여자 축구 선수 슈테피 존스와 친한 관계를 갖고 있으며, 그녀 또한 미국계 독일인으로 아프리카계 미국인 군인의 딸이었다. 그들은 SV 보나메스 (다른 시간대에)에서 축구를 시작하였다. 둘 간은 친척 사이가 아니다.

## 클럽 경력
존스는 SV 보나메스에서 축구를 시작하였고, 13살이 되던 1994년 FV 바트 비벨로 이적하였다. 그리고, 1995년에는 아인트라흐트 프랑크푸르트가 그들의 아카데미로 데리고 갔다. 그는 5년간 경기의 질을 끌어올리는데 집중하였고, 2000-01 시즌에 프랑크푸르트 2군 선수로 데뷔를 치렀다. 그 시즌 그는 25경기 출장을 하고 8골을 넣었다. 그는 2001년에 1군 스쿼드에 합류하였다. 존스는 2001년에서 2003년까지 대개 수비형 미드필더로 2시즌간 1군경기를 46경기 출장하였고, 7득점을 하였다.
그의 좋은 활약을 본 바이어 04 레버쿠젠은 그를 영입하였다. 하지만 1군 기회는 적었고 2004-05시즌간 대개 2군 경기에만 출전하였다. 그 후 존스는 6개월만에 친정팀 아인트라흐트 프랑크푸르트로 임대 이적하였다. 시즌 종료 후, 그는 헤세 주로 완전히 복귀하였다. 하지만 2005-06시즌, 존스는 수술을 요구하는 심각한 다리 부상을 당하였고, 8주간 결장하였고, 마지막 경기의 전반에만 뛰었다. 이어지는 2시즌간, 존스는 "십대들의 우상" 이미지를 가졌고, 그의 양질의 플레이로 팀의 주장이 되었다.
2007년 3월, 존스는 아인트라흐트 보드진에 2006-07 시즌을 끝으로 재계약을 하지 않을 것임을 선언하였다. 이는 아인트라흐트 서포터들의 원망을 샀고, 헤리베르트 브루히하겐 회장과 며칠전에 계획한 계약 협상을 취소하였다. 2006년 10월, 그는 이미 재계약 제안을 거부하였고, 아인트라흐트가 그의 부상동안 무엇을 하였는가를 강조하며 뒷바침하였다. 이는 이후 분데스리가 거함 FC 샬케 04로 이적하는데 야기하였다.
이어지는 샬케와의 세 시즌 동안 존스는 2009-10 시즌의 대부분을 결장하게 한 근육 섬유질 파열을 포함한 여러 부상건으로 인하여 큰 기복을 보였다. 하지만, 그는 꾸준하게 출장하였고 세 시즌 동안 70경기에 출전하였다. 2010-11시즌 초반, 출장경기가 줄어들었고, 펠릭스 마가트 감독과 악관계를 가졌고, 그는 이적대상이 되었다.
2011년 1월 14일, 그는 잉글랜드 프리미어리그의 블랙번 로버스 FC로부터 임대 제의를 받았고, 시즌 종료 후, 완전 이적도 고려 할 수 있도록 하였다. 빈스 그렐라가 잦은 부상을 당하여, 수비 자원을 필요로 하던 블랙번은, 존스를 스티브 킨 새 감독 하의 최선의 추가 자원으로 생각하였다. 다음 날, 킨은 존스를 데려갈 것이며 다음주부터 계약이 유효하다고 발표하였다.
2011년 1월 18일, 존스는 블랙번 임대가 확정되었다고 클럽 보드진이 발표하였다. 그는 2011년 1월 23일 2-0으로 승리한 웨스트 브로미치 앨비언 FC전에서 프리미어리그 데뷔전을 가졌다. 2011년 4월 30일, 존스는 1-0으로 승리한 볼턴 원더러스 FC와의 더비 홈 경기에서 풀타임으로 출장하고 MVP로 선정되었다. 2011년 5월 7일, 1-1 무승부로 끝난 웨스트 햄 유나이티드 FC와의 원정 경기에서 풀타임으로 출장하였다. 2011년 5월 14일, 맨체스터 유나이티드 FC와의 홈 경기에서 선발로 나왔고 필 다우드 주심으로부터 옐로우 카드를 받고 73분에 데이비드 던과 교체되어 나갔다. 2011년 5월 22일 프리미어리그 마지막 라운드인 울버햄프턴 원더러스 FC 원정 경기에서 풀타임으로 뛰었고, 로버스가 3-2로 승리하였다. 그는 15번 프리미어리그 경기에 출장하였고 총 8장의 옐로우 카드를 받았다.
임대 계약이 만료된 존스는 다시 FC 샬케 04로 돌아왔다.
2014년 1월, FC 샬케 04를 떠나 터키 쉬페르리그의 베식타시 JK로 이적하였다.

## 국가대표 경력
존스는 아인트라흐트 스쿼드 합류 후, 독일의 U-21 대표팀 경기에 출장하여, 외모로 인해 팬들의 인기선수가 되었다.
존스는 독일의 U-21팀에서 고작 4경기만 뛰었지만, 그는 시니어 팀에 차출되어 몇 기의 친선경기에서 교체선수로 뛰었다. 2009년 6월, 존스는 미국 축구 국가대표팀에 뛸 것임을 언론과 그를 차출하려는 독일 국가대표 감독 요아힘 뢰프에게 발표하였다. 존스는 새 FIFA 규정에 따라 독일 청소년 팀에서 뛰었지만, 아버지의 국적을 따라 미국 시니어 팀에서 뛸 수 있었다. 2009년 10월 20일, 존스는 FIFA에 미국 국가대표 선수임을 확인시켰다. 그는 2010년 3월에 처음으로 미국 국가대표팀에 합류하였고 팀 하워드로부터 매우 좋은 상태에 있다고 들었다. 하지만 당시 큰 부상을 당한 존스는 월드컵까지 회복하기에는 역부족이었다.
2010년 8월 4일, 그는 미국의 브라질과의 8월 10일 친선경기를 위해 소집되었다. 그러나, 다음날 그는 지난 시즌으로부터 회복과 관련하여 스쿼드에서 제외되었다. 존스는 폴란드와 콜롬비아와의 10월 친선경기를 위해 차출되었다. 그는 폴란드전에서 데뷔전을 치루었고 조지 앨티도어의 13분 선제골을 어시스트하였다. 존스는 2011년 6월 19일, CONCACAF 골드컵 8강전에서 자메이카의 수비수에 굴절된 골로 골을 넣었으나, 자책골로 판명되었다.